# Scalibregma
Scalibregma (лат.) — род морских кольчатых червей из инфракласса Scolecida класса многощетинковых. В ископаемом виде неизвестны.

## Описание
Тело удлиненное, почти круглое в сечении, сужающееся как спереди, так и сзади. Его сегменты, как и у рода Arenicola, резко разграничены друг от друга кольцевыми бороздами, и каждый из них разделен на несколько вторичных сегментов несколькими кольцевыми бороздами, почти такими же глубокими. Глаза, усики и максиллы отсутствуют. Рот расположен на брюшной стороне, на небольшом расстоянии от переднего конца червя, представляет собой короткую, широкую поперечную щель и позволяет высовываться короткому, толстому, почти оранжевому хоботку, который слегка согнут, но в остальном гладкий. Жабры имеются лишь в небольшом количестве, расположены вблизи переднего конца тела по обеим сторонам и имеют кустовидную форму. На каждом сегменте, за исключением самого последнего, имеются две пары пучков простых и лишь умеренно крупных щетинок. Те пучки, которые находятся на передних кольцах, лежащих впереди жабр, не располагаются ни в каких заметных выступах кожи, однако на тех кольцах, которые следуют за жабрами, с каждой стороны имеется выступ, в котором укореняются пучки щетинок. Сначала эти возвышения похожи на плоские, бесформенные бородавки, но далее они поднимаются сильнее и образуют настоящие рулевые пластины, которые разделяются на две ветви, каждая из которых частично состоит из очень тонкого листа. Они живут в галереях в мягких отложениях на самых разных глубинах. Встречаются во всех океанах от тропических до полярных вод.

## Систематика
На март 2025 года в род включают 10 видов:
- Scalibregma australis Blake, 2015
- Scalibregma californicum Blake, 2000
- Scalibregma celticum Mackie, 1991
- Scalibregma cinthyae Mendes, Rizzo & De Paiva, 2023
- Scalibregma hanseni Bakken, Oug & Kongsrud, 2014
- Scalibregma inflatum Rathke, 1843
- Scalibregma lanai Mendes, Rizzo & De Paiva, 2023
- Scalibregma robustum Zachs, 1923
- Scalibregma stenocerum (Bertelsen & Weston, 1980)
- Scalibregma wireni Furreg, 1925